# Álvaro Santiago
Álvaro Santiago Díaz (30 de enero de 1953, Oaxaca, Oaxaca) es un artista plástico mexicano conocido por su exploración de las técnicas y materiales dentro de sus obras, las cuales incluyen pintura, cerámica, murales, grabado, dibujo e ilustración. Su trabajo recuerda al lenguaje utilizado en los códices indígenas y a la fantasía. Su trabajo es reconocido a escala nacional e internacional y ha sido expuesto en México, Australia, Bélgica, Costa Rica, Alemania, Canadá, Japón, Rusia, Irlanda, Francia y Estados Unidos.

## Biografía
Álvaro Santiago nace el 30 de enero de 1953 en la ciudad de Oaxaca, Oaxaca en México. Es hijo de campesinos migrantes de Guadalupe Hidalgo, pueblo cercano a la ciudad de Oaxaca. Desde pequeño, su imaginación y su destreza manual eran remarcables. A los trece años, en 1966, él comienza a estudiar Artes Plásticas en la Escuela de Bellas Artes de la Universidad Autónoma Benito Juárez de Oaxaca. Algunos años después, en 1975, ingresa a la Escuela Nacional de Artes Plásticas La Esmeralda, en la Ciudad de México, donde no concluye sus estudios.

## Obra
“Su creatividad no tiene límites; la única limitante para Álvaro Santiago es uno mismo, o las inseguridades y los miedos de una persona.” La inspiración de Santiago viene de distintas fuentes. Álvaro Santiago se inspira en el artista Giorgio de Chirico. La obra de Santiago recuerda a este pintor por su universalidad y su trascendencia espacio-temporal. Por lo mismo de que él experimenta con diferentes técnicas y materiales en sus obras, Santiago se considera un creador general y no un artista. Santiago ha admitido que cuando lee un libro, subraya las frases que más le gustan para usarlas como títulos para sus cuadros. Los libros y la mujer le sirven como inspiración. Asimismo se interesa por plasmar los años más avanzados de la vida de una mujer, como sería la maternidad, para intentar representar la dualidad de mujer-madre y “devolverle la sensualidad perdida ante los ojos de la sociedad por este motivo”.
Santiago hace uso de la economía de los recursos en el lenguaje iconográfico y formal de sus obras. En los dibujos, bocetos y obras gráficas de Álvaro Santiago, destacan la fragmentación y el tratamiento de la figura. Las figuras que predominan en su trabajo son los motivos arquitectónicos, cuerpos humanos y de animales, brazos amputados, instrumentos musicales y formas embrionarias. La fragmentación se hace presente en los dibujos de las figuras femeninas, las cuales están sujetas a recortes, distorsiones y amputaciones. Las figuras femeninas de Santiago "evocan tanto la escultura grecorromana como los juegos para armar o aquellos muñecos de madera articulados que sirven para aprender a dibujar la anatomía.” La presencia de la lógica narrativa de los antiguos códices, estructurados a base de casillas, permiten una lectura multidireccional, horizontal, vertical y diagonal de la obra de Santiago.

## Exposiciones

### Exposiciones individuales
- (1978) Fundación Cultural Miguel Cabrera. Oaxaca, Oaxaca. México.[6]
- (1980) Galería Gert-Art. Puebla, Puebla. México.[6]
- (1984) Almacenes Nacionales de Depósito S.A., Ciudad de México, México.[6]
- El Camino de Santiago (1994) Ciudad de México, México.[6]
- La Llegada de los Cantos (1995) Ciudad de México, México.[6]
- Ojos de Papel Volando (2005) Guadalajara, Jalisco. México.[6]
- Viejas Ceremonias (2005) Oaxaca, Oaxaca. México.[6]
- Umbral (2006) Ciudad de México, México.[6]
- Me Rento Para Soñar (2007-2008) Cholula y Puebla, Puebla. Celaya, Guanajuato. México.[6]

### Exposiciones colectivas
- Oaxaca y sus Pintores Mágicos (1986) Madrid, España.[7]
- Artes Plásticas Oaxaqueñas (1987) Ciudad de México, México.[7]
- Mexican Contemporary Art 1990 (1990) Houston, Texas. Estados Unidos.[7]
- Pintores Oaxaqueños (2005) Oaxaca, Oaxaca. México.[7]
- Expo Latinterres est-ouest (2005) Le Manoir, Lain. Francia.[7]
- Puebla y su Entorno Plástico (2005) Puebla, Puebla. México.[7]
- Talavera (2005) Puebla, Puebla. México.[7]
- Las Posibilidades del Dibujo (2006) Ciudad de México, México.[7]
- Recognition (2010) Filadelfia, Pensilvania. Estados Unidos.[7]

## Citas
- “El dibujo es algo muy personal, muy íntimo. Es la esencia de la obra misma. En el dibujo uno siempre se desnuda.”[5]